# اطلاعات طبقه‌بندی‌شده (فیلم ۱۹۵۲)
اطلاعات طبقه‌بندی‌شده (انگلیسی: Top Secret) یک فیلم است که در سال ۱۹۵۲ منتشر شد.